# Anne Freaks
Anne Freaks ist ein Manga-Serie des japanischen Zeichners Yua Kotegawa. In der Horror- und Kriminal-Serie werden die Abenteuer des jungen Mädchens Anne geschildert, die plant, ihren Vater und dessen Bande zu erledigen. Dazu rekrutiert sie die beiden Teenager Yuri und Mitsuba, die nach Schicksalsschlägen keine Familie mehr haben und Anne deshalb folgen.

## Handlung
Nachdem Yuri Kitagawa jahrelang von seiner Mutter missbraucht wurde, lässt er sie bei einem Suizidversuch verbluten. Er versucht, die Leiche verschwinden zu lassen, und wird dabei von der hübschen, aber mysteriösen Jugendlichen Anne erwischt. Die glaubt, er hätte seine Mutter selbst umgebracht, will ihm helfen und für ihre eigenen Pläne einspannen. Gemeinsam töten sie bald darauf auch eine Mitschülerin, die Yuri gesehen hat und ihn zu erpressen versucht. Anne plant, ihren Vater und dessen Bande zu eliminieren, die „Kakuseisha“. Die religiöse Sekte begeht Terroranschläge und die inzwischen zur professionellen Killerin gereifte Anne will sie aufhalten. Bald darauf wird der 15 Jahre alte Mitsuba Maezono von Anne und Yuri vor der Bande gerettet. Bei einem Anschlag der Terroristen kam seine Familie um. Er versuchte erfolglos, sie allein zu rächen, und tut sich nun mit den beiden zusammen.
Die drei Jugendlichen ziehen zusammen und werden unterstützt vom Arzt Moe und dem Priester Kunita. Bei ihrem Rachefeldzug treffen sie außerdem auf Hauptkommissarin Nishikama und Kommissarin Shono, die zunächst gegen sie ermitteln. Nun wollen die beiden die Jugendlichen für die Ermittlungen gegen die Terroristen einsetzen, anstatt dass Anne alle mit Verbindungen zur Bande umbringt.

## Charaktere
Anne ist ein hübsches, aber äußerst gefährliches Mädchen. Trotz ihrer Jugend ist Anne eine geschickte Kämpferin und geht für ihr Ziel über Leichen. Im Gegensatz zu den anderen beiden hat Anne keine Skrupel, jemanden zu ermorden; im Gegenteil, es scheint ihr sogar Spaß zu machen. Zudem manipuliert sie auch ihre Kampfgefährten, um ihren Willen durchzusetzen. Auffälligstes Merkmal ist die Eidechsentätowierung auf ihrem linken Oberarm.
Yuri Kitegawa ist ein junger schüchterner Schüler und litt sehr unter seiner psychotischen Mutter. Die setzte ihn ständig unter Druck, ging oft mit dem Messer auf ihn los oder unternahm Suizidversuche. Nachdem sein Vater die Familie verließ, als Yuri 6 Jahre alt war, wurde er zudem von seiner Mutter sexuell missbraucht. Schließlich ließ Yuri seine Mutter bei eine erneuten Suizid verbluten und traf danach auf Anne, die ihn rekrutierte und hilft. Im Gegensatz zu Anne hat Yuri sehr viele Skrupel jemandem wehzutun. Zudem fühlt er sich vom Geist seiner Mutter verfolgt. Da er sich jedoch in Anne verliebt hat, folgt er ihr. Er erfährt schließlich, dass sein Vater auch der Sekte „Kakuseisha“ angehört und zusammen mit Annes Vater die Terroranschläge plant.
Mitsuba Maezono scheint Anne schon einmal begegnet zu sein. Er wird von Anne und Yuri vor den Terroristen gerettet und tut sich mit ihnen zusammen, um seine Familie zu rächen. Im Gegensatz zu Yuri hat Mitsuba weniger Skrupel, da er schon getötet hat und auch schon früher gewalttätig war.
Moe: Der junge Arzt war früher ebenfalls mal bei der „Kakuseisha“ tätig. Er hatte sogar die Bombe gebastelt, mit der ein verheerender Anschlag auf den Flughafen Haneda verübt wurde. Danach bekam er jedoch Skrupel. Als in der Sekte das Morden losging, flüchtete er mit der sechsjährigen Anne, weshalb diese zu ihm ein großes Vertrauen hat. Er kam zeitweise bei der Yakuza unter.
Kunita: Der mysteriöse Priester war früher ebenfalls Mitglied der „Kakuseisha“, verlor jedoch bei dem Anschlag in Haneda Frau und Kind, weswegen er sich von der Gruppe lossagte. Er versucht ebenfalls Rache an der Gruppe zu üben, will jedoch keine Gewalt anwenden. Er hilft Anne und ihren Freunden.
Hauptkommissarin Nishikama: Nishikama ist Hauptkommissarin der Abteilung für öffentliche Sicherheit. Als solche versucht sie vor allem, die „Kakuseisha“ zu bekämpfen. Deshalb geht sie schließlich auch einen Deal mit Anne, Yuri und Mitsuba ein.
Kommissarin Shono: Shono ist die Leiterin der Abteilung für Jugendkriminalität. Sie wird von Nishikama in ihr Team geholt, um Anne zu schnappen. Die erste Begegnung mit Anne verläuft jedoch für Shono traumatisch, da sie nur knapp mit dem Leben davonkommt. Shono ahnt, dass Nishikama mit den Jugendlichen etwas vorhat, deshalb will sie diesen helfen.

## Veröffentlichungen
Anne Freaks erschien in Japan von 2000 bis 2002 in Einzelkapiteln im Manga-Magazin Gekkan Shōnen Ace. Die Kapitel wurden vom Kadokawa-Shoten-Verlag auch in insgesamt vier Sammelbänden veröffentlicht. Auf Deutsch erschien der Manga von August 2005 bis Mai 2006 in vier Bänden vollständig bei Carlsen Comics. Die Übersetzung stammt von Claudia Peter. Eine französische Fassung wurde von Pika Édition herausgegeben, eine englische von ADV Manga, eine spanische von Planeta DeAgostini Comics und eine italienische von Planet Manga.

## Rezeption
Kotegawa biete mit Anne Freaks eine Abwechslung zu vielen zahmeren Manga-Serien, mit Blutbädern und einer „schönen jungen Attentäterin“, so Holly Beeman in DVD talk. Die Geschichte würde den Leser faszinierenden Bildern fesseln, manchmal sei der Spannungsaufbau aber auch verwirrend. Ähnlich bewertet Chris Carle bei IGN Comics die Serie: blutig und spannend, in einem ordentlichen Tempo erzählt aber in den Dialogen einfach gehalten und manchmal verwirrend. Jason Thomspon dagegen nennt Anne Freaks eine sich nur langsam entwickelnde Geschichte, deren „kalte, beliebige Zeichnungen“ nicht die Actionszenen und Gesichtsausdrücke vermitteln könnten, die die Story brauche. Der Manga sei ein „düsterer Traum“ und ein Psychodrama, das seine junge, attraktive Protagonistin auf unsympatischste Weise einführe und sich danach den Rest der Erzählung damit verbringe, ihr Verhalten zu rechtfertigen und zu analysieren.
Der Manga sei ein Angebot an „Fans skurriler und blutiger Storys“ und „fesselnder Lesestoff“, so die deutsche Zeitschrift AnimaniA. Die Autorin zeichne „ein sowohl undurchsichtiges als auch spannendes Porträt ihrer schizophrenen Hauptfigur“. Die „brutale und düstere Story“ sei dicht erzählt mit zahlreichen offenen Rätseln und expliziten Gewaltdarstellungen. Die Gewalthandlungen sind zwar nur angedeutet, deren Ergebnis aber umso deutlicher zu sehen. Kotegawa habe ihren Pinsel „sehr fein und sensibel“ geführt und der an Shōjo-Mangas erinnernde Stil stehe im Kontrast zum blutigen Inhalt. Rasterfolien würden oft und geschickt eingesetzt. Auch die farbigen Illustrationen in zarten Farben, ein wenig verwaschen und milchig, zeigten den Zwiespalt zwischen Brutalität und sinnlicher Schönheit. Laut MangasZene lebt die „mit wunderschönen Charakteren und starken Schwarz-Weiß-Kontrasten vorgetragene Geschichte“ „von den inneren Grautönen der Akteure“. Anne Freaks sei eine „düstere und intensive Geschichte mit überraschendem Ende, wirklich bemerkenswert“.